# Żołądek arbuzowaty

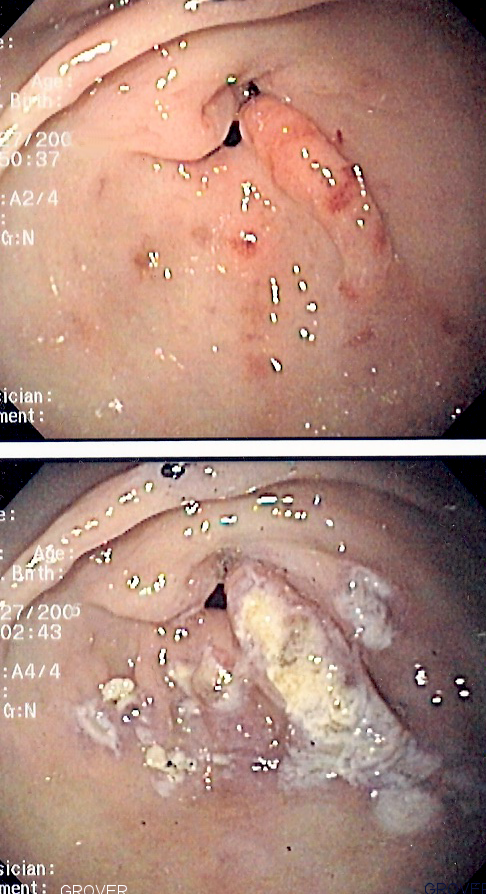
Endoskopwy obraz zmian typu GAVE przed (powyżej) i po (poniżej) koagulacji laserem argonowym.

Żołądek arbuzowaty (GAVE, antralne poszerzenia naczyniowe, ang. watermelon stomach, gastric antral vascular ectasia) – zmiany naczyniowe w śluzówce żołądka będące rzadką przyczyną ostrych i przewlekłych krwawień z przewodu pokarmowego i niedokrwistości z niedoboru żelaza. Nazwa zmian pochodzi od czerwonych pasm widocznych w endoskopii, mogących przypominać skórę arbuza; obecnie preferowaną nazwą jest GAVE.
Zmiany typu GAVE obecne są w przebiegu twardziny układowej, a także w nadciśnieniu wrotnym i przewlekłej niewydolności nerek. Patogeneza GAVE nie jest znana, ale choroba związana jest ze schorzeniami wątroby, nerek i serca.
Obraz GAVE przypomina gastropatię w przebiegu nadciśnienia wrotnego.